# I legislatura de Camboya
La I legislatura de Camboya se inició el 23 de septiembre de 1993, con la entrada en vigor de la nueva constitución que puso fin a la legislatura constituyente. No se realizaron elecciones generales, debido a que la Asamblea Constituyente electa en mayo de 1993 se reconstituyó como Asamblea Nacional y se le asignó un mandato de cinco años. Durante el período de gobierno del Funcinpec (en coalición con el CPP), la legislatura debió enfrentarse a fuertes problemas internos: la insurgencia continuada de los Jemeres Rojos en Battambang, el parlamento fragmentado y sin mayoría, la crisis financiera asiática, y finalmente, el golpe de Estado de Hun Sen de julio de 1997 que provocó la destitución del Primer ministro Norodom Ranariddh y la implantación de Ung Huot. Finalmente, en julio de 1998, se realizaron elecciones generales, en las cuales triunfó el CPP y formó gobierno de nuevo con el Funcinpec, con Hun Sen como Primer ministro.

## Inicio de la legislatura

### Reconstitución

Escaños electos en la Asamblea Nacional de Camboya por partido.

La I legislatura se inició el 23 de septiembre cuando, con 113 votos a favor, 5 en contra y 2 abstenciones, la Asamblea Constituyente elegida entre el 23 y 28 de mayo de 1993 aprobó al entrada en vigor de la nueva constitución y la restauración de la monarquía parlamentaria bajo la figura del Rey Norodom Sihanouk. La Asamblea Constituyente entonces se convirtió en la Asamblea Nacional de Camboya y se declaró que esa sería su primera legislatura, que debía finalizar en septiembre de 1998. De ese modo, Norodom Ranariddh y Hun Sen firmaron un pacto para formar un gobierno de coalición que incluyera al Funcinpec, al CPP, y a los otros dos partidos del parlamento, el BDLP y el Moulinaka. El CPP había hecho campaña en favor de mantener la legislatura constituyente y preservar el párrafo que exigía una mayoría absoluta de tres tercios para formar gobierno, garantizando así que el Funcinpec estuviera obligado a formar coalición con ellos. Se acordó también que hubiera dos Primeros ministros con poderes ejecutivos similares, aunque uno solo sería jefe de gobierno formal. Norodom Ranariddh (Funcinpec) ocuparía el cargo de Primer ministro, y Hun Sen (CPP) el de Segundo Primer ministro. Sin embargo, posteriormente se afirmaría que Hun Sen tenía en la práctica mayor poder ejecutivo que Ranriddh.

### Formación del gobierno
El 24 de septiembre, al mismo tiempo que el Consejo Real del Trono de Camboya, se reeligió a Ranariddh como Primer ministro. Debido a que todos los partidos del parlamento formaban parte del gobierno de coalición, esta vez no hubo votos en contra ni abstenciones, y Ranariddh fue reelecto sin oposición.
| Candidato                     | Fecha                                                   | Voto | Func. | CPP | BLDP | Mou. | Total   |
| ----------------------------- | ------------------------------------------------------- | ---- | ----- | --- | ---- | ---- | ------- |
| Norodom Ranariddh (Funcinpec) | 14 de junio de 1993 Mayoría absoluta requerida (80/120) | Sí   | 58    | 51  | 10   | 1    | 120/120 |
| Norodom Ranariddh (Funcinpec) | 14 de junio de 1993 Mayoría absoluta requerida (80/120) | No   |       |     |      |      | 0/120   |
| Norodom Ranariddh (Funcinpec) | 14 de junio de 1993 Mayoría absoluta requerida (80/120) | Abs. |       |     |      |      | 0/120   |

## Economía
La política económica del gobierno de coalición se basó en llevar a Camboya hacia una economía de libre mercado, siendo la primera vez que se implantaba ese tipo de modelo en el país desde 1975. Ranariddh aspiraba a desarrollar Camboya de modo similar a Singapur y Malasia, con el estado interviniendo periódicamente en la economía. Ranariddh defendió la opinión de que el desarrollo económico debería tener prioridad sobre los derechos democráticos y los derechos humanos. En los primeros meses de la administración, recitó activamente a líderes políticos de varios países de la región, entre ellos Indonesia, Singapur, y Malasia, con el objetivo de aumentar la inversión en Camboya. A principios de 1994, Ranariddh fundó el Consejo de Desarrollo de Camboya (CDC), para alentar la inversión extranjera, y sirvió como su presidente. El primer ministro de Malasia, Mahathir Mohamad, apoyó los planes de Ranariddh y alentó a los empresarios malayos a invertir y ayudar en el desarrollo de las industrias de turismo, desarrollo de infraestructuras y telecomunicaciones en Camboya.
Como presidente del CDC, Ranariddh dio su aprobación a al menos 17 contratos empresariales presentados por empresarios malayos entre agosto de 1994 y enero de 1995. Los proyectos cubrieron principalmente el desarrollo de infraestructuras e incluyeron la construcción de una pista de carreras, centrales eléctricas y gasolineras. En noviembre de 1994, el CDC abrió una licitación para construir un casino cerca de Sihanoukville y las propuestas presentadas por tres compañías fueron preseleccionadas; Ariston Berhad de Malasia, Unicentral Corporation de Singapur y Hyatt Internacional de los Estados Unidos. La propuesta de Ariston fue valorada en 1.3 mil millones de US$, e incluyó traer un crucero de lujo con casino a Camboya, para ser utilizado para acomodar a turistas hasta que el complejo de Sihanoukville fuera construido. Antes de concluir la licitación, el barco de Ariston fue llevado a Nom Pen a principios de diciembre. El Ministro de Turismo, Veng Sereyvuth, sospechaba que había actividades de negociación entre el CDC y Ariston, que sin embargo se adjudicaron el contrato, el cual fue firmado por Ranariddh en enero de 1995.

## Política interior

### Insurgencia de los Jemeres Rojos
Durante la década de 1980, los Jemeres Rojos habían tomado el control de parte de la provincia de Battambang (dicha parte se convertiría en la provincia de Pailín tras la recuperación del territorio por parte del gobierno) donde habían establecido un régimen provisional que hasta 1993 (año de las elecciones y el inicio de la legislatura) habían gozado de reconocimiento por parte de las Naciones Unidas. El 11 de julio de 1994, Khieu Samphan declaró el "Gobierno Provisional de Unión Nacional y Salvación Nacional de Camboya" en la ciudad de Pailín, que funcionó como capital de facto. Su primer ministro era Son Sen, mientras que Samphan ejercía como jefe del ejército. Otros ministros incluyeron a Chan Youran, Mak Ben, In Sopheap, Kor Bun Heng, Pich Cheang y Chuon Choeun.
La respuesta del gobierno fue intentar negociar con los Jemeres Rojos y reintegrarlos como políticos civiles, en parte debido a que ambos partidos (Funcinpec y CPP) deseaban ganarse su apoyo armamentístico en caso de tener que confrontarse entre ellos. En agosto de 1996, Ieng Sary, un alto funcionario de los Jemeres Rojos, desertó y fundó su propio partido político, animando a sus compañeros a abandonar a Pol Pot. Tras el golpe de 1997, los Jemeres Rojos (que según acusaciones de Hun Sen habían apoyado al Funcinpec) colapsaron por completo y perdieron el poco territorio que controlaban. En abril de 1998, Pol Pot desapareció y, ante el fracaso generalizado, los líderes restantes, Khieu Samphan y Ta Mok, disolvieron el gobierno provisional y se entregaron el 22 de junio.

### Medidas sociales
Al momento de asumir el nuevo gobierno, la tasa de prostitución en Camboya era muy alta (habiendo crecido durante el régimen unipartidista de 1979 a 1993). Tras la llegada al poder del Funcinpec, se redujo notoriamente la demanda. El número de prostitutas en Camboya aumentó de unos 6.000 en el momento del Acuerdo de Paz de París en 1991 a más de 20.000 después de la llegada del personal de la APRONUC en 1992 y disminuyó entre 4.000 y 10.000 después de su retirada. Sin embargo, cuando la inestabilidad política comenzó a crecer a mediados de 1994, los números se dispararon nuevamente. En 1995 parecía que las mujeres de algunos países vecinos estaban entrando en Camboya para ejercer la prostitución, sobre todos vietnamitas.

## Destitución de Nordom Ranariddh y ascenso de Ung Huot
Las fricciones en el gobierno de coalición aparecieron casi desde el principio. Sin embargo, entre 1993 y 1996 existía un consenso amplio entre Ranariddh y Hun Sen sobre la mayoría de los asuntos gubernamentales, lo que les permitió trabajar juntos con facilidad. A partir de enero de 1996, comenzó a haber graves diferencias entre ellos. Las tensiones empeoraron cuando Ieng Sary anunció su deserción de los Jemeres Rojos junto con una gran cantidad de hombres armados, lo que provocó que Ranariddh y Hun Sen empezaran a competir para ganarse su favor de cara a las elecciones generales previstas para 1998. El 27 de enero de 1997, Ranariddh fundó el Frente Unido Nacional, que englobaba a diversos partidos opositores y que era el grupo político favorito para las elecciones. Ante el apoyo de Khieu Samphan a la coalición en mayo, Hun Sen emitió un ultimátum contra Ranariddh, advirtiéndole que o rechazaba la ayuda de Samphan o se ponía fin a la coalición. Ante esta coacción, Samphan a su vez animó a sus hombres a emprender una lucha armada contra el CPP, destruyendo cualquier esperanza de reconciliación.
El 5 de julio de 1997, se produjo un golpe de Estado liderado por Hun Sen y las fuerzas aliadas al CPP. Tras una serie de duros enfrentamientos entre las fuerzas leales al gobierno de Ranariddh y el grupo de Hun Sen, finalmente Ranariddh huyó del país. El 6 de agosto, el parlamento (no disuelto por el golpe) aprobó su destitución y escogió como candidato a Ung Huot, otro miembro del Funcinpec. En respuesta a esto, 29 parlamentarios del Funcinpec boicotearon la investidura parlamentaria, y el Moulinaka votó en su contra.
| Candidato            | Fecha                                                   | Voto | Func. | CPP | BLDP | Mou. | Total  |
| -------------------- | ------------------------------------------------------- | ---- | ----- | --- | ---- | ---- | ------ |
| Ung Huot (Funcinpec) | 6 de agosto de 1997 Mayoría absoluta requerida (80/120) | Sí   | 29    | 51  | 10   |      | 90/120 |
| Ung Huot (Funcinpec) | 6 de agosto de 1997 Mayoría absoluta requerida (80/120) | No   |       |     |      | 1    | 1/120  |
| Ung Huot (Funcinpec) | 6 de agosto de 1997 Mayoría absoluta requerida (80/120) | Abs. |       |     |      |      | 0/120  |
| Ung Huot (Funcinpec) | 6 de agosto de 1997 Mayoría absoluta requerida (80/120) | Aus. | 29    |     |      |      | 29/120 |